# Peter Pou
Pedro Juan Pou Hermoso (Santo Domingo, República Dominicana; 22 de febrero de 1992), más conocido por su nombre artístico Peter Pou, es un cantante afroamericano de música dance nacionalizado español perteneciente al sello discográfico Blanco y Negro Music.

## Carrera
En 2013 nace el proyecto Peter Pou, de la mano del conocido productor musical nacional Daniel Ambrojo y el propio Peter Pou. De raza afroamericana y con 21 años, inicia su carrera musical colaborando junto a la cantante Ethernity en el sencillo “INVISIBLE”. 
En mayo del mismo año, sale su colaboración junto al DJ y locutor de Los 40 Principales """Óscar Martínez""": “FEELING FREE”. Tema que fue editado por la discográfica “Clippers Music” y que desde su presentación, sonó en el programa de radio 40 Hot Mix (Los 40 Principales). En junio se presentará en directo en los 40Café de Gran Vía (Madrid) y se incluirá en el recopilatorio “Máxima 3.14” ,”40 Hot Mix”.
En septiembre, colabora con DJ Valdi, personaje conocido en televisión (El hormiguero, Antena3) en el proyecto “CAN YOU FEEL THE LOVE”. Tema que fue editado por la discográfica “Blanco y Negro Music” y que ha sido incluido en varios recopilatorios de nivel nacional: “I Like Fiesta 2013”, “Blanco & Negro DJ Series 2013, Vol. 7”, “Ahora 014”, “El gallo Máximo Compilation 2013, “40 Hot Mix”, "disco rojo 2014". Este último tema, además, suena en programas de TV (“El hormiguero, Lo sabe, no lo sabe (España)”) y en Charts de nivel nacional en programas de radio como “Máxima 51 Chart” de Máxima FM en el que se mantiene desde su entrada en lista en el TOP 5.
A principios de primavera saldrá a la luz su primer single en solitario "You Are My Sexy Girl".

## Discografía

### Sencillos
- 2014: "You Are My Sexy Girl" [Blanco Y Negro Music]
- 2013: "Can You Feel The Love" (con DJ Valdi) [Blanco Y Negro Music]
- 2013: "Feeling Free" (con Oscar Martínez) [Clipper Sounds]
- 2013: "Invisible" (con Danza DJs y Ethernity) [Blanco Y Negro Music]

### Remixes
- 2014: "You Are My Sexy Girl" (Extended Version) [Blanco Y Negro Music]
- 2014: "Can You Feel The Love" (con DJ Valdi) (Zakary Remix) [Blanco Y Negro Music]
- 2014: "Can You Feel The Love" (con DJ Valdi) (Submission DJ Remix) [Blanco Y Negro Music]
- 2014: "Can You Feel The Love" (con DJ Valdi) (Kato Jiménez & Jesús Sánchez Remix) [Blanco Y Negro Music]
- 2014: "Can You Feel The Love" (con DJ Valdi) (GioSer Hernández & MPV Remix) [Blanco Y Negro Music]
- 2014: "Can You Feel The Love" (con DJ Valdi) (Geo Da Silva & Jack Mazzoni Remix) [Blanco Y Negro Music]
- 2014: "Can You Feel The Love" (con DJ Valdi) (Carlos Jean Remix) [Blanco Y Negro Music]
- 2013: "Can You Feel The Love" (con DJ Valdi) (Extended Version) [Blanco Y Negro Music]
- 2013: "Feeling Free" (The Zombie Kids Remix) (con Oscar Martínez) [Clipper Sounds]
- 2013: "Feeling Free" (Baccanali Djs Remix) (con Oscar Martínez) [Clipper Sounds]
- 2013: "Feeling Free" (Alex Guerrero Remix) (con Oscar Martínez) [Clipper Sounds]
- 2013: "Feeling Free" (Javi Torres Remix) (con Oscar Martínez) [Clipper Sounds]
- 2013: "Feeling Free" (Kike Puentes Remix) (con Oscar Martínez) [Clipper Sounds]